# 1520
1520 (MDXX) var ett skottår som började en söndag i den julianska kalendern.

## Händelser

### Januari
- Nyåret – Kristian II:s här bryter på nytt in i Västergötland under befäl av Otto Krumpen.
- 19 januari – Svenskarna besegras av danskarna i slaget på Åsundens is vid Bogesund (nuvarande Ulricehamn) varvid riksföreståndaren Sten Sture den yngre såras dödligt. Han förs mot Stockholm, för att fortsätta kampen mot danskarna därifrån.

### Februari
- 3 februari – Sten Sture dör på Mälarens is av sina skador.
- Stens trupper drar sig tillbaka till Tiveden, varför den danska hären obehindrat kan fortsätta till Västerås.

### Mars
- 6 mars – De svenska rådsaristokraterna sluter stillestånd med danskarna i och med dagtingan i Uppsala. Häri erkänns Kristian II som Sveriges kung sedan han har utlovat full amnesti och återlämnat erövrade borgar. Stureanhängarnas slott erövras och plundras. Kristian tar Stegeborgs och Västerås fästningar.
- 29 mars – Svenskarna besegras av danskarna i slaget vid Badelundaåsen.

### April
- 6 april – Svenskarna besegras av danskarna i långfredagsslaget vid Uppsala.

### Maj
- 31 maj – Gustav Eriksson (Vasa) återvänder till Sverige från Lübeck och landstiger vid Stensö udde utanför Kalmar (som belägras av danskarna).

### Juni
- 7–24 juni – Mötet i Guldbrokadslägret äger rum mellan Henrik VIII av England och Frans I av Frankrike.

### September
- 5 september – Svenskarna och danskarna kommer äntligen överens, om att allting skall vara glömt, alla fångar och upprorsmän skall släppas och få amnesti. Kristina Nilsdotter (Gyllenstierna) skall få Hörningsholm och hela Muskö i förläning; hon lovas dessutom Tavastehus slott i Finland. Därmed har Stockholms stad och slott kapitulerat för danskarna, i och med Stockholms dagtingan.
- 7 september – Kristian II håller sitt intåg i Stockholm. Alla kyrkklockor ringer och man andas ut, det är fred.

### Oktober
- Oktober – Kristian II utverkar att den svenska kungakronan skall gå i arv inom hans ätt. Han återinsätter också Gustav Trolle som svensk ärkebiskop.

### November
- 1 november – Kristian II väljs till kung av Sverige.
- 4 november – Kristian II kröns till svensk kung av den återinsatte ärkebiskopen Gustav Trolle, varvid flera personer, däribland Sören Norby, Berend von Mehlen och Otto Krumpen, dubbas till riddare.
- 7 november – På festligheternas tredje dag tar de ett abrupt slut och de som var med och avsatte Gustav Trolle rannsakas trots amnestin. De döms till döden genom halshuggning.
- 8–10 november – Minst 82 personer avrättas på Stortorget i Stockholm i vad som har gått till historien som Stockholms blodbad. Biskop Hans Brask klarar sig undan avrättning genom den berömda brasklappen, men bland de avrättade återfinns bland andra Gustav Vasas far Erik Johansson. När man sedan bränner liken gräver man också upp liket efter den avlidne riksföreståndaren Sten Sture den yngre och bränner även det.[1]
- 25 november – Gustav Vasa flyr till Dalarna och råkar ut för diverse äventyr.

### December
- Jultiden
  - Gustav Vasa talar till dalkarlarna i Mora vilka dock inte lyssnar till honom varför han flyr mot Norge.
  - Klas Kyle inleder ett uppror mot danskarna i Småland, vilket dock snart slås ner.

## Födda
- Maj – Per Brahe d.ä., svensk greve och riksråd, riksdrots 1569–1590.
- 10 augusti – Madeleine av Valois, drottning av Skottland 1537 (gift med Jakob V)
- 7 oktober – Alessandro Farnese, italiensk kardinal.
- 10 december – Dorotea av Oldenburg, dotter till Kristian II.
- Andreas Laurentii Björnram, svensk ärkebiskop 1583–1591.
- Agatha Streicher, tysk läkare.

## Avlidna
- 3 februari – Sten Sture den yngre, svensk riksföreståndare sedan 1512.[2]
- 7 februari – Alfonsina Orsini, florentinsk regent.
- 6 april – Raffaello Sanzio, italiensk konstnär och arkitekt.
- 11 april – Agostino Chigi, italiensk bankir.
- 16 december – Hemming Gadh, svensk politiker, förhandlare och biskop (avrättad).
- Clara Tott, tysk sångerska.

### Fotnoter
1. ↑  Det hände i dag – 8 november
2. ↑  Det hände i dag